# 紐西蘭國防軍
紐西蘭國防軍（英語：New Zealand Defence Force）紐西蘭的国家武装力量。紐西蘭國防軍有陸海空三軍，主要維繫鄰國澳大利亞軍隊共同聯合維護南太平洋區域的安全性。

## 概况
紐西蘭國防軍為過去英國的海外派遣部隊，在19世紀時期成為大英帝國其一獨立自治領，所以紐西蘭是英聯邦成員，總督是紐西蘭名義上三軍總司令。紐西蘭國防軍則分為軍政與軍令兩大體系。國防部長與海、陸、空司令（最高為參謀長）屬於軍政體系；國防軍司令（最高為國防部長）為軍令體系，經由紐西蘭國防部長直接指派三軍聯合部隊執行作戰任務。
目前紐西蘭國防軍常備兵力約9800人，其中陸軍約4600名、海軍約2200名、空軍約2523名。預備兵力約2800名。
依據紐西蘭國防法的精神，紐西蘭國防部負責:
- 1.適時提供優質的建議，協助政府擬訂符合紐西蘭利益的國防決策
- 2.審核、評估紐西蘭國防武力和國防部所有活動
- 3.規劃取得紐西蘭國防武力所需的重要軍事裝備。

### 組織
國防軍司令部有750名官士兵。
- 國防部長（文職）
  - 國防副部長
    - 國防軍司令 (中將)
      - 國防軍副司令 (少將)
      - 海軍司令（海軍參謀長）(少將)
      - 陸軍司令（陸軍參謀長）(少將)
      - 空軍司令（空軍參謀長）(少將)

聯合部隊指揮部有210名官士兵。
- 聯合部隊指揮官（總部設於Upper Hutt）(少將)
  - 海上部隊指揮官(準將)
  - 地面部隊指揮官(準將)
  - 空中部隊指揮官(準將)
  - 特種作戰部隊指揮官(準將)

## 紐西蘭陸軍
- 紐西蘭陸軍

紐西蘭陸軍

正規部隊：4,584名。後備部隊：1,671名。民兵：384名

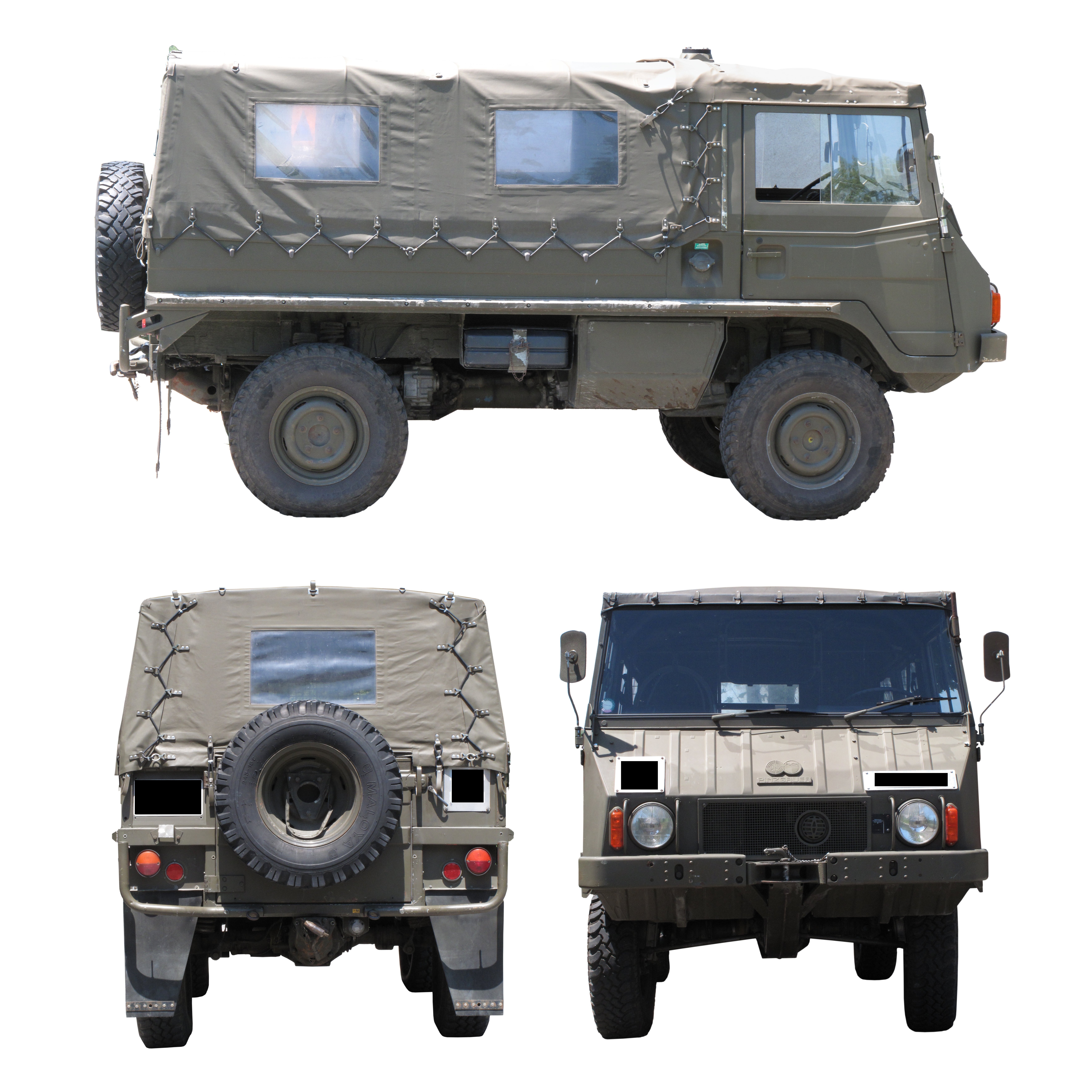
Pinzgauer高機動越野車

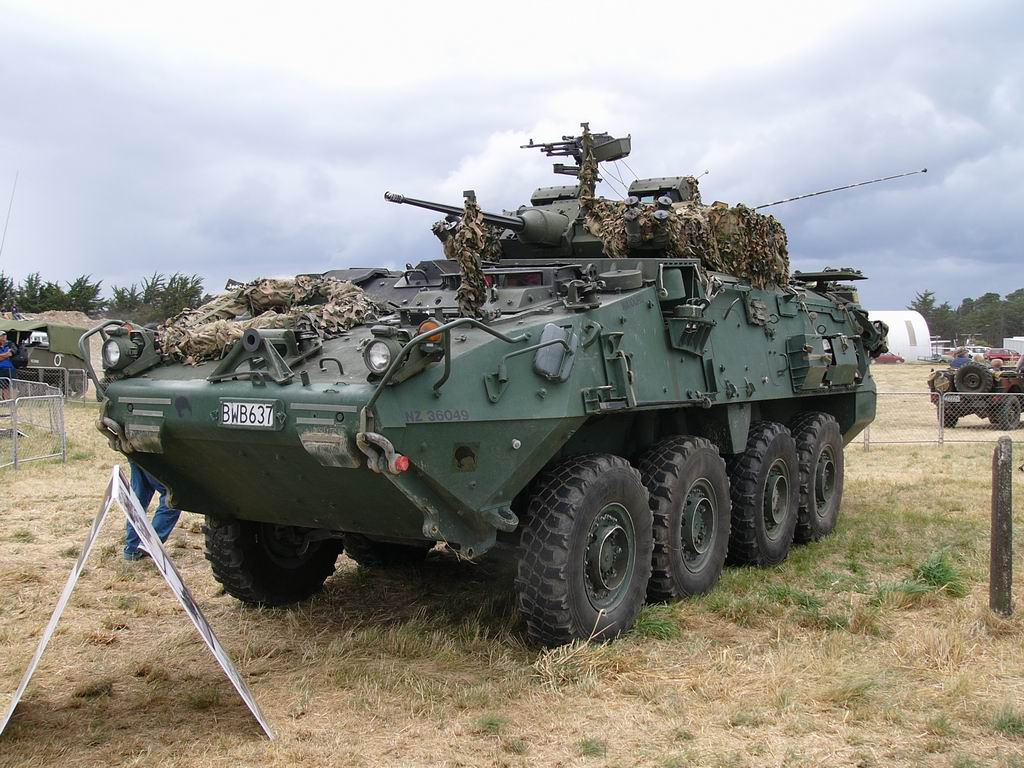
NZLAV輕裝甲車

紐西蘭陸軍司令設於威靈頓，常備部隊下轄2個地面部隊群（相當於旅）、1個特種作戰營（NZ SAS）、1個憲兵連及一個爆破小組。

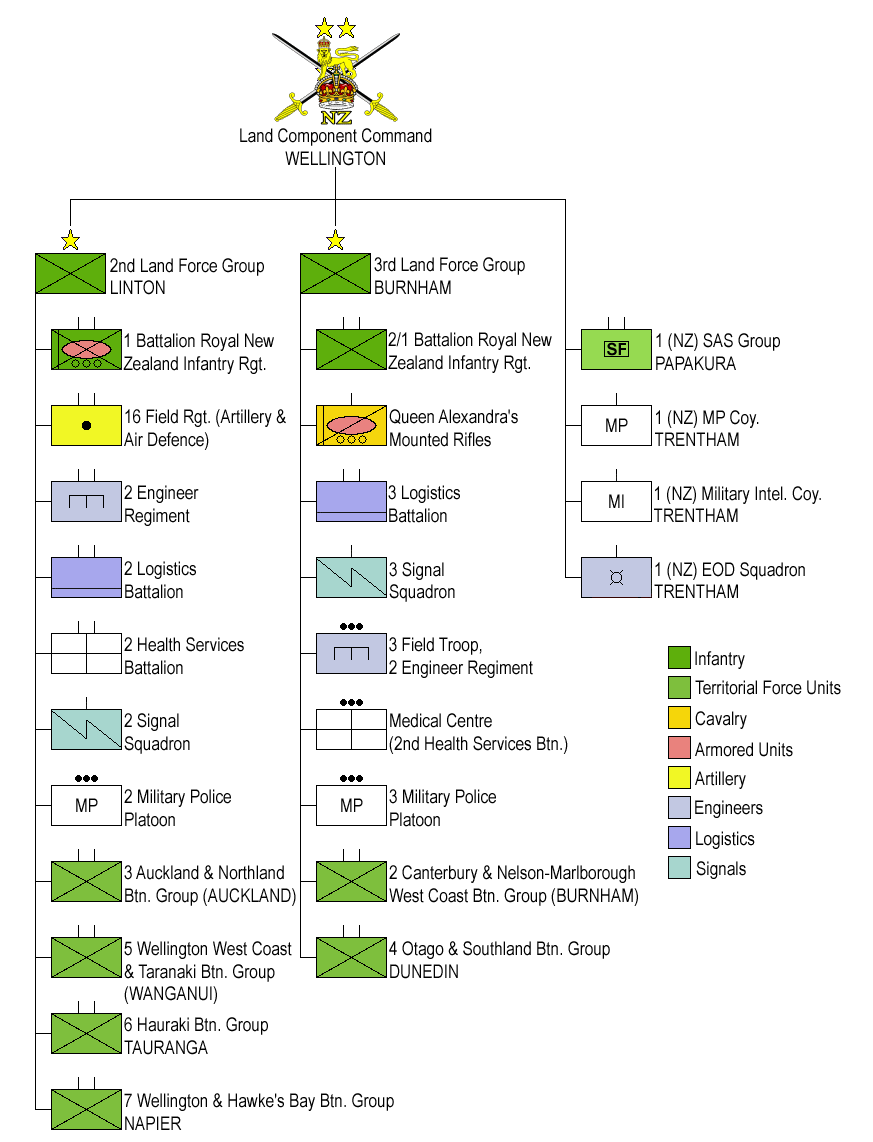
紐西蘭陸軍的編制圖

### 主要裝備
- NZLAV裝甲車-105輛
- Pinzgauer高機動越野車-352輛
- 烏尼莫克卡車
- 梅賽德斯-賓士Actros4輛
- RMMV HX系列戰術卡車-194輛

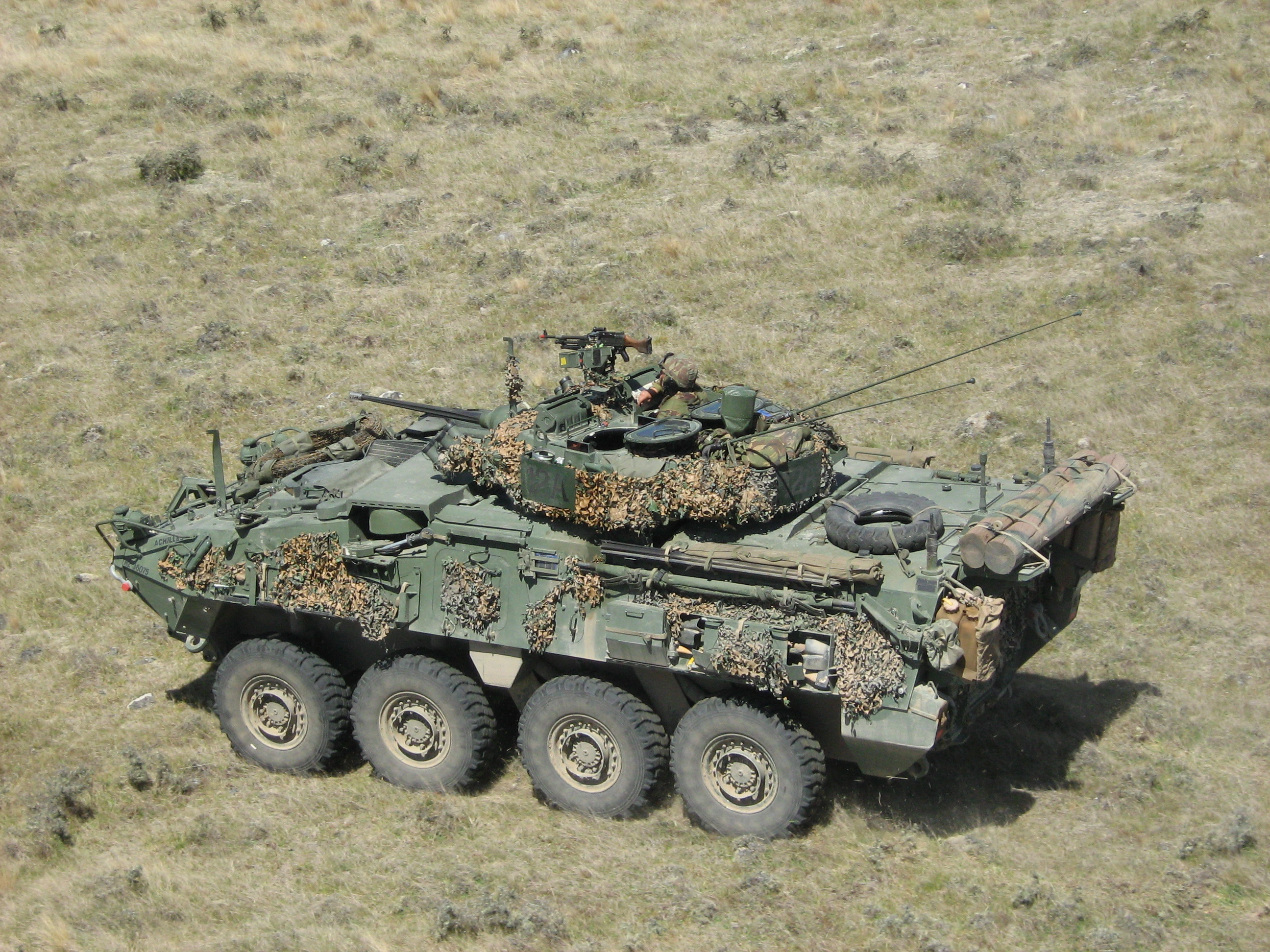
NZLAV裝甲車

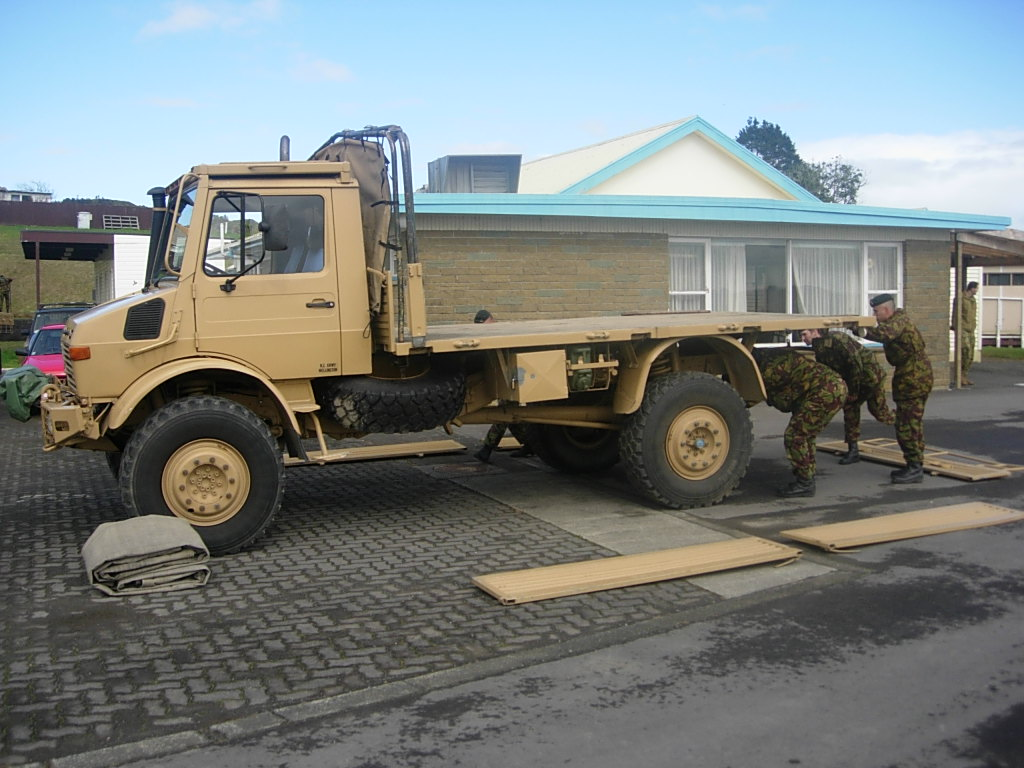
烏尼莫克卡車

- 中型戰術車輛系列 FMTV A1 R M1089 A1 清障車-5輛
- Mistral低空防空發射器-12具
- 24個FGM-148標槍飛彈發射器，共120枚飛彈
- 84mm無後座力便攜式輕型反裝甲武器-42具
- L119 105mm榴彈砲-24門
- L16 81mm 迫撃砲-50門
- M6 60mm 迫擊砲
- M72輕型反裝甲武器

## 紐西蘭皇家空軍

紐西蘭皇家空軍

正規部隊：2516名。後備部隊:318名。飛行器:49架

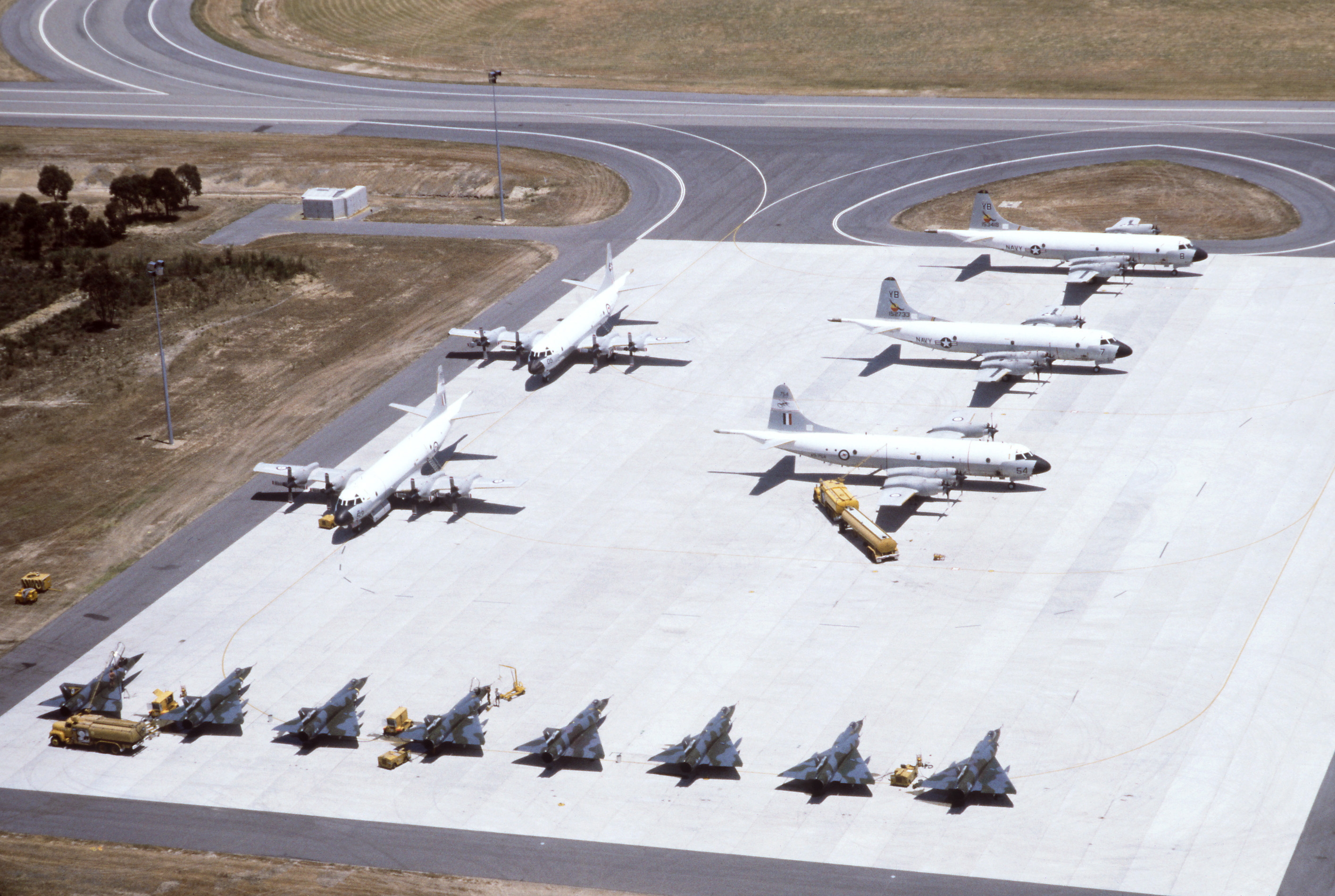
紐西蘭空軍P-3B

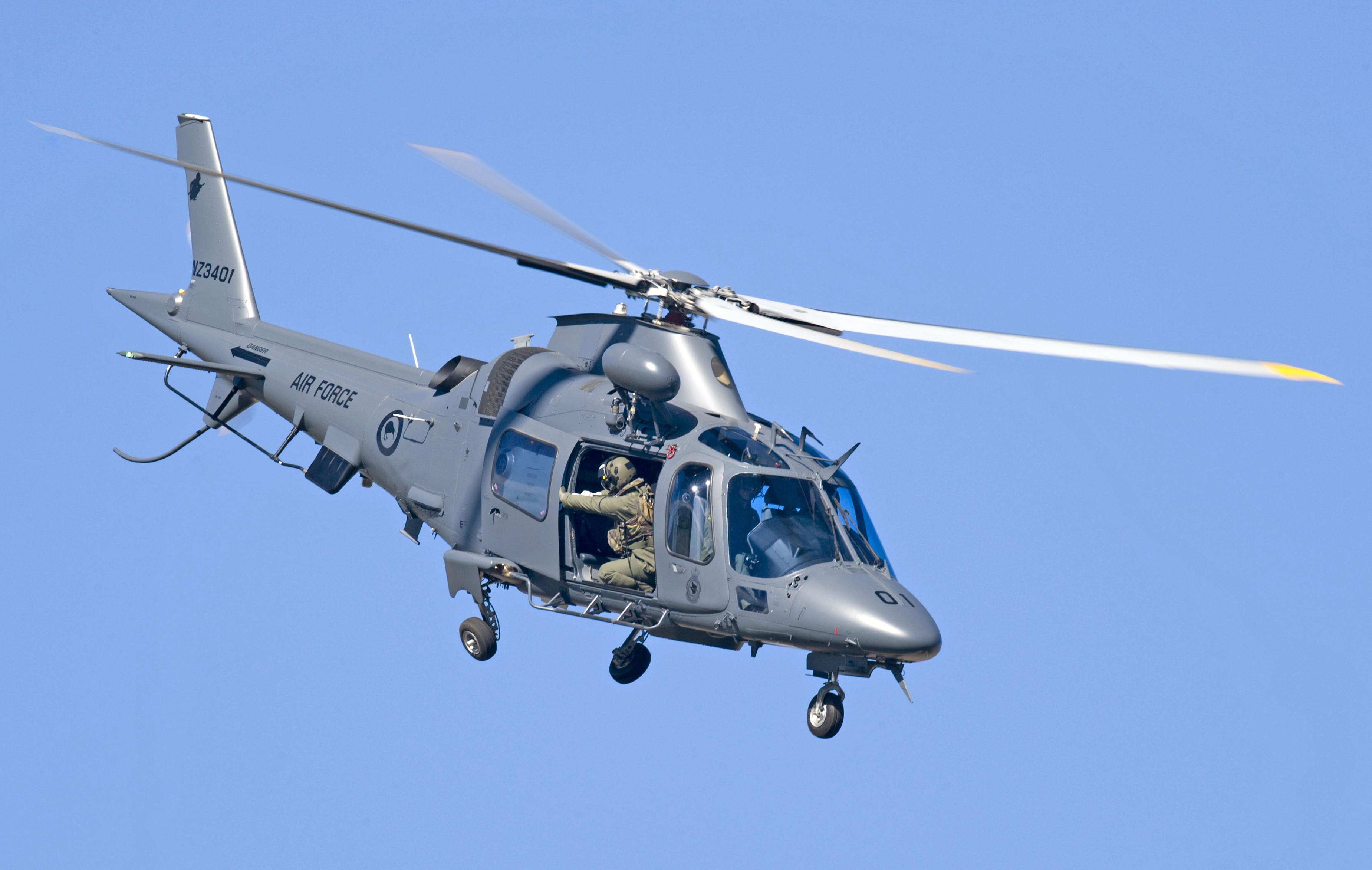
AW109直升機

紐西蘭皇家空軍司令部位於威靈頓，有3個主要空軍基地，分布於奧克蘭、Ohakea、Woodbourne。空軍司令下有5個航空中隊：
- 第3中隊 - 配備北約直升機工業NH90直升機和阿古斯特維斯特蘭AW109直升機
- 第5中隊 - 配備P-3獵戶座海上巡邏機
- 第6中隊 - 配備SH-2海妖直昇機（亦是海軍航空兵）
- 第14中隊 - 配備T-6德州佬式教練機（飛行員訓練）
- 中央飛行學校 - 配備T-6德州佬式教練機（飛行員訓練）
- 第40中隊 - 配備C-130運輸機與波音757
- 第42中隊 - 配備B200型飛機

### 其他業務單位
- 航空標準和安全辦公室
- 航空醫療單位
- 航空研發中心
- 飛機維修廠
- RNZAF跳傘訓練和支援單位

### 主要裝備
- NHI NH90多用途直升機 - 8架(備用零件機1架)
- 阿古斯特維斯特蘭AW109直升機 - 5架(備用零件機1架)
- P-3獵戶座海上巡邏機 - 6架(將退役，由P-8取代)
- P-8海神式海上巡邏機 - 2018年訂購4架
- SH-2 G海妖直升機 - 8架
- B200型飛機 - 4架
- 波音757 - 2架
- C-130運輸機 - 5架
- PAC CT/4輕航機 - 13架
- T-6德州佬式教練機 - 11架

## 紐西蘭皇家海軍
- 紐西蘭皇家海軍

紐西蘭皇家海軍

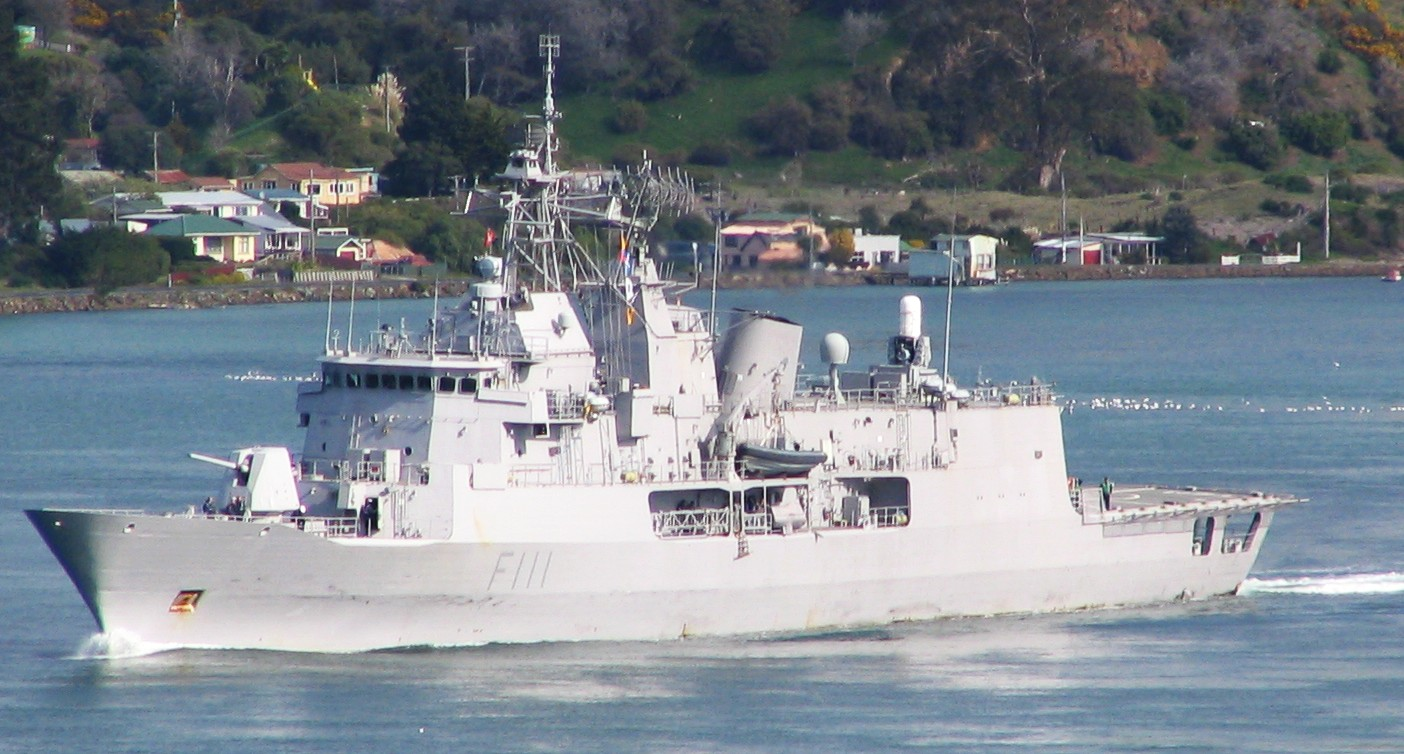
紐西蘭海軍一艘主力紐澳軍團級巡防艦Te Mana(F111)

正規部隊：2050名。後備部隊:392名。文職人員:108名
紐西蘭皇家海軍司令下轄海上作戰部隊、海軍支援部隊、反水雷與潛水部隊、海軍巡邏部隊、海象部隊等。目前海軍有各類型主要艦艇約10艘。

### 主要裝備
- 紐澳軍團級巡防艦─2艘
- ENDEAVOUR 級戰車登陸艦─1艘(2.6萬噸)
- Canterbury 級多功能運輸艦─1艘(9,000噸)
- RESOLUTION 級測量艦（水文調查船）─1艘(2024年10月觸礁沉沒)
- 潛水支援艦─1艘
- 保護級海上巡邏船─2艘(1,900噸)
- 湖級近岸巡邏艇─2艘(340噸；原有4艘，2023年2艘售予愛爾蘭)

## 外部連結
- 紐西蘭軍事官方網站 （页面存档备份，存于）